# Margaret Edwards
Margaret Edwards (Reino Unido, 28 de marzo de 1939) es una nadadora británica retirada especializada en pruebas de estilo espalda, donde consiguió ser medallista de bronce olímpica en 1956 en los 100 metros.

## Carrera deportiva
En los Juegos Olímpicos de Melbourne 1956 ganó la medalla de bronce en los 100 metros estilo espalda, con un tiempo de 1:13.1 segundos, tras su compatriota Judy Grinham y la estadounidense Carin Cone.
Y en el campeonato europeo celebrado en Budapest en 1958 ganó la plata en la misma prueba.